# Katako (Bintimodiya)
Pour les articles homonymes, voir Katako.
Katako est l'un des districts de la sous-préfecture de Bintimodiya, situé dans la préfecture de Boké en république de Guinée.

## Géographie

### Démographie
- En 2014, le district comptait 2 819 habitants selon les RGPH 2014[1],[2],[3],[4]